# Albert Alsteen
Albert Alsteen (Liège, 1916. augusztus 13.–1981) belga nemzetközi labdarúgó-játékvezető.

## Pályafutása

### Nemzeti játékvezetés
Játékvezetésből  Liége-ben vizsgázott. Vizsgáját követően a Vallon Régió Labdarúgó-szövetsége által üzemeltetett labdarúgó bajnokságokban kezdte sportszolgálatát. A Belga Labdarúgó-szövetség Játékvezető Bizottságának (JB) minősítésével 1949-től a Jupiler League játékvezetője. Küldési gyakorlat szerint rendszeres partbírói szolgálatot is végzett. A nemzeti játékvezetéstől 1959-ben visszavonult.

### Nemzetközi játékvezetés
A Belga labdarúgó-szövetség JB  terjesztette fel nemzetközi játékvezetőnek, a Nemzetközi Labdarúgó-szövetség (FIFA) 1952-től tartotta nyilván bírói keretében. A FIFA JB központi nyelvei közül a franciát beszélte. Több nemzetek közötti válogatott, valamint Bajnokcsapatok Európa-kupája klubmérkőzést vezetett vagy partbíróként tevékenykedett. A belga nemzetközi játékvezetők rangsorában, a világbajnokság-Európa-bajnokság sorrendjében többedmagával a 26. helyet foglalja el 2 találkozó szolgálatával. Az aktív nemzetközi játékvezetéstől 1959-ben vonult vissza. Válogatott mérkőzéseinek száma: 8.

#### Labdarúgó-világbajnokság
Az 1954-es labdarúgó-világbajnokságon, valamint az 1958-as labdarúgó-világbajnokságon a FIFA JB játékvezetőként alkalmazta.

##### 1954-es labdarúgó-világbajnokság
| Időpont           | Helyszín                 | Mérkőzés típusa            | Mérkőzés           | Eredmény | Nézők száma |
| ----------------- | ------------------------ | -------------------------- | ------------------ | -------- | ----------- |
| 1953. november 8. | Gradski Stadion, Szkopje | előselejtező (10. csoport) | Izrael–Jugoszlávia | 1 – 0    | 25 000      |

##### 1958-as labdarúgó-világbajnokság
| Időpont            | Helyszín                   | Mérkőzés típusa           | Mérkőzés            | Eredmény | Nézők száma |
| ------------------ | -------------------------- | ------------------------- | ------------------- | -------- | ----------- |
| 1957. november 24. | Olimpiai Stadion, Lausanne | előselejtező (9. csoport) | Svájc–Spanyolország | 1 – 4    | 43 000      |

#### Nemzetközi kupamérkőzések
Vezetett kupadöntők száma: 1.

##### Bajnokcsapatok Európa-kupája
Az UEFA JB szakmai felkészültségének elismeréseként megbízta a döntő koordinálásával. A 3. játékvezető – az első belga – aki BEK döntőt vezetett.
| Időpont            | Helyszín                   | Mérkőzés típusa       | Mérkőzés                | Eredmény | Nézők száma |
| ------------------ | -------------------------- | --------------------- | ----------------------- | -------- | ----------- |
| 1956. december 20. | Kispesti Stadion, Budapest | selejtező 2. mérkőzés | Honvéd–Athletic Bilbao  | 3 – 3    |             |
| 1958. május 28.    | Heysel Stadion, Brüsszel   | döntő                 | Real Madrid CF–AC Milan | 3 – 2    | 67 000      |